# Храм Вазнесења Господњег у Српској Грапској
Храм Вазнесења Господњег у Српској Грапској, насељеном месту на територији града Добој, припада Епархији зворничко–тузланској Српске православне цркве.

## Историјат
Храм Вазнесења Господњег у Српској Грапској је једнобродни храм димензија 25×11 метара. Градња је почела 1892. године, а освештао га је 1894. митрополит зворничко-тузлански Николај Мандић. Претрпео је разна оштећења током своје историје, током Другог светског рата су га погодиле гранате непријатеља из Јоховца, преко реке Босне. Такође, у току рата су га оскрнавили Немци и претворили у коњушницу.
У току одбрамбено-отаџбинског рата је поново погођен из Јоховца 5. јуна 1992. године, на стогодишњицу полагања камена темељца. Нови иконостас од јеловине је израдио Миладин Савић из Осјечана. Иконе на иконостасу је осликао Александар Васиљевић из Добоја.